# Harold Whitlock
Hector Harold (Harold) Whitlock (Hendon, 16 december 1903 – Wicklewood, Norfolk, 27 december 1985) was een Britse atleet, die zich had toegelegd op het snelwandelen. Hij werd olympisch kampioen in deze discipline.

## Loopbaan
Op de Olympische Spelen van 1936 in Berlijn won Whitlock het onderdeel 50 km snelwandelen in een tijd van 4:30.41,4, een nieuw olympisch record. Hij versloeg hiermee de Zwitser Arthur Schwab (zilver) en de Let Adalberts Bubenko. Zestien jaar later startte de 48-jarige Whitlock opnieuw op de Olympische Spelen, namelijk die van 1952, en werd hier elfde in 4:45.12,6. Zijn winnende tijd uit 1936 zou nog altijd goed genoeg zijn geweest voor een bronzen medaille.
Op de Europese kampioenschappen 1938 in Parijs werd Whitlock met een tijd van 4:41.51 kampioen met ruim twee minuten voorsprong op de Duitser Herbert Dill.
Whitlock was aangesloten bij de Metropolitan Walking Club.

## Titels
- Olympisch kampioen 50 km snelwandelen - 1936
- Brits kampioen 50 km snelwandelen - 1933, 1935, 1936, 1937, 1938, 1939
- Brits kampioen 20 mijl snelwandelen - 1939

## Palmares

### 50 km snelwandelen
- 1936:  OS - 4:30.41,4 (OR)
- 1938:  EK - 4:41.51

1932: Thomas Green ·
1936: Harold Whitlock ·
1948: John Ljunggren ·
1952: Pino Dordoni ·
1956: Norman Read ·
1960: Don Thompson ·
1964: Abdon Pamich ·
1968: Christoph Höhne ·
1972: Bernd Kannenberg ·
1980: Hartwig Gauder ·
1984: Raúl González ·
1988: Vjatsjeslav Ivanenko ·
1992: Andrej Perlov ·
1996: Robert Korzeniowski ·
2000: Robert Korzeniowski ·
2004: Robert Korzeniowski ·
2008: Alex Schwazer ·
2012: Jared Tallent ·
2016: Matej Tóth ·
2020: Dawid Tomala
- Library of Congress Control Number: no2011097611
- Virtual International Authority File: 171555727
- WorldCat: E39PBJmdrMdgWrV3xGqTrjcF8C